# Приворотська сільська рада (Брусилівський район)
Приворотська сільська рада (у 1989—2009 роках — Приворітська сільська рада) — колишня адміністративно-територіальна одиниця та орган місцевого самоврядування у Ставищенському, Брусилівському і Коростишівському районі Малинської, Білоцерківської і Київської округ, Київської й Житомирської областей Української РСР та України з адміністративним центром у с. Привороття.

## Населені пункти
Сільській раді були підпорядковані населені пункти:
- с. Привороття

## Населення
Відповідно до перепису населення СРСР, станом на 17 грудня 1926 року чисельність населення ради становила 1 371 особу, з них, за статтю: чоловіків — 697, жінок — 674; етнічний склад: українців — 1 269, росіян — 9, поляків — 17, інших — 76. Кількість господарств — 302, з них неселянського типу — 5.
Станом на 5 грудня 2001 року, відповідно до перепису населення України, кількість мешканців сільської ради становила 803 особи.

## Склад ради
Рада складалася з 14 депутатів та голови.

## Історія
Створена 1923 року в складі с. Приворіття та хутора Бражинець Кочерівської волості Радомисльського повіту Київської губернії. 16 січня 1923 року підпорядковано хутори Калинівка, Лазарівський (Хутір-Лазарівський) та Оріхово ліквідованої Хутір-Лазарівської (Лазарівської) сільської ради Кочерівської волості. 23 серпня 1934 року, відповідно до постанови Президії ВУЦВК від 8 серпня 1934 року «Про утворення в складі Коростишівського району Лазарівської сільради», хутори Браженець та Хутір-Лазарівський передані до складу відновленої Лазарівської сільської ради Коростишівського району Київської області. Станом на 1 жовтня 1941 року х. Калинівка не значився на обліку населених пунктів.
Станом на 1 вересня 1946 року сільська рада входила до складу Брусилівського району Житомирської області, на обліку в раді перебувало с. Привороття.
11 серпня 1954 року, відповідно до указу Президії Верховної ради Української РСР «Про укрупнення сільських рад по Житомирській області», підпорядковано с. Пилипонка ліквідованої Пилипонської сільської ради Брусилівського району. 5 березня 1959 року, відповідно до рішення Житомирського облвиконкому № 161 «Про ліквідацію та зміну адміністративно-територіального поділу окремих сільських рад області», сільську раду ліквідовано, с. Пилипонка підпорядковане Романівській сільській раді, с. Приворіття — Озерянській (згодом — Новоозерянська) сільській раді Брусилівського району. Відновлена 20 вересня 1989 року як Приворітська сільська рада, відповідно до рішення Житомирського ОВК № 236 «Про деякі питання адміністративно-територіального устрою», у с. Приворіття Новоозерянської сільської ради Коростишівського району.
27 березня 2009 року, відповідно до рішення Житомирської обласної ради, уточнено назву села з Приворіття на Привороття з відповідним перейменуванням Приворітської сільської ради на Приворотську.
Ліквідована 28 грудня 2016 року через об'єднання до складу Брусилівської селищної територіальної громади Брусилівського району Житомирської області.
Входила до складу Ставищенського (7.03.1923 р.), Брусилівського (17.03.1925 р. 4.05.1990 р.) та Коростишівського (20.09.1989 р.) районів.